# Gregory La Cava
Gregory La Cava (Towanda, 10 de març de 1892 - Malibu, 1 de març de 1952) va ser un director de cinema estatunidenc d'origen italià més conegut per les seves pel·lícules dels anys 30, incloses My Man Godfrey i Dames de teatre, que li van valer nominacions a l'Oscar al millor director.

## Carrera
La Cava va néixer a Pennsilvània. El seu pare era sabater i la família es va traslladar a Rochester (Nova York). La Cava va treballar al Rochester Evening News i va estudiar a l'Institut d'Art de Chicago. Va ser membre de la Lliga d'Estudiants d'Art.

### Animador
Cap a l'any 1913 va començar a fer treballs puntuals al Barré Studio. El 1915, era un animador de la sèrie Animated Grouch Chasers .
Cap a finals de 1915, William Randolph Hearst va decidir crear un estudi d'animació per promocionar les tires còmiques impreses als seus diaris. Va batejar a la nova empresa International Film Service, i va contractar La Cava per dirigir-la (pel doble del que aquest guanyava amb Barré). El primer empleat de La Cava va ser el seu company de feina a l'estudi Barré, Frank Moser. Un altre va ser el seu company d'estudis a Chicago, Grim Natwick (més tard aconseguirà la fama a Disney). A mesura que desenvolupava més i més còmics de Hearst en sèries de dibuixos animats, va arribar a posar unitats semi-independents a càrrec de cadascuna, donant lloc al creixement d'estils individuals.
La Cava també tenia l'avantatge significatiu sobre altres estudis d'un pressupost il·limitat: el sentit dels negocis de Hearst es va trencar completament quan es tractava de la seva Hearst-Vitagraph News Pictorial i de les "tires còmiques vives" que contenien. La principal falla de La Cava com a productor i director va ser que els seus dibuixos animats eren còmics d'animació massa clarament, obstaculitzats per globus parlants quan el rival Bray Studio creava sèries més efectives amb personatges originals. Aparentment era conscient d'aquesta falla, i va fer que els seus animadors estudiessin les pel·lícules de Charlie Chaplin per millorar-ne el moment i la caracterització. Però no va tenir temps d'aconseguir gaire, perquè el juliol de 1918, els banquers de Hearst el van posar al dia i l' International Film Service va ser tancada.
Hearst encara volia animar els seus personatges, així que va llicenciar diversos estudis per continuar la sèrie IFS. La Cava i la majoria del personal de l'IFS van aconseguir feina a l'estudi de John Terry (no és sorprenent, ja que el mateix John Terry era un antic alumne de l'IFS). Això només va durar uns quants mesos abans que l'estudi de Terry deixés de funcionar. Els animadors van ser contractats immediatament per Goldwyn-Bray (com ara es coneixia Bray Productions), però La Cava no, ja que Goldwyn-Bray tenia diversos productors propis i La Cava no estava interessat a començar de nou. En canvi, es va traslladar a Hollywood.

### Funcions i rodets d'acció en directe
El 1922, La Cava s'havia convertit en un director d'acció en directe de comèdies decurtmetratges, el competidor directe de les pel·lícules d'animació.
La Cava va arribar als llargmetratges a l'època del cinema mut, però és pel seu treball en pel·lícules sonores dels anys trenta, sobretot comèdies, que és el més conegut avui en dia. I encara que no sempre va obtenir crèdit, sovint també va col·laborar en la creació dels guions de les seves pel·lícules. Entre les pel·lícules sonores que va dirigir destaquen: Veritat a mitges (1932) amb Lupe Vélez i Lee Tracy; Symphony of Six Million (1932) amb Ricardo Cortez i Irene Dunne, que va comptar amb una de les primeres partitures simfòniques de l'era del cinema sonor de Max Steiner; The Affairs of Cellini (1934) amb Constance Bennett i Fredric March; Private Worlds (1935) amb Claudette Colbert, Charles Boyer i Joel McCrea; My Man Godfrey (1936, nominat al premi de l'Acadèmia al millor director ) amb William Powell i Carole Lombard; Dames de teatre (1937, també nominada a millor director) amb Katharine Hepburn, Adolphe Menjou i Gail Patrick, així com la seva primera de tres pel·lícules consecutives amb Ginger Rogers; La noia de la Cinquena Avinguda (1939) amb Ginger Rogers i Walter Connolly; Camí de roses (1940) amb Ginger Rogers i Joel McCrea
La seva producció va caure molt a la dècada de 1940, i només va dirigir oficialment una pel·lícula després de 1942, Living in a Big Way (1947).

## Filmografia
- His Nibs (1921)
- Beware of the Dog (1923)
- The Life of Reilly (1923)
- Restless Wives (1924)
- The New School Teacher (1924)
- Womanhandled (1925)
- Let's Get Married (1926)
- Say It Again (1926)
- So's Your Old Man (1926)
- Paradise for Two (1927)
- Running Wild (1927)
- The Gay Defender (1927)
- Half a Bride (1928)
- Feel My Pulse (1928)
- Saturday's Children (1929)
- Big News (1929)
- His First Command (1929)
- Laugh and Get Rich (1931)
- Smart Woman (1931)
- Symphony of Six Million (1932)
- The Age of Consent (1932)
- Veritat a mitges (The Half Naked Truth) (1932)
- Gabriel Over the White House (1933)
- Bed of Roses (1933)
- Gallant Lady (1934)
- The Affairs of Cellini (1934)
- What Every Woman Knows (1934)
- Private Worlds (1935)
- She Married Her Boss (1935)
- My Man Godfrey (1936)
- Dames de teatre (Stage Door) (1937)
- La noia de la Cinquena Avinguda (Fifth Avenue Girl) (1939)
- Camí de roses (Primrose Path) (1940)
- Unfinished Business (1941)
- Lady in a Jam (1942)
- Living in a Big Way (1947)
- One Touch of Venus (1948) - sense acreditar